# Bad Saulgau
Bad Saulgau  é uma cidade da Alemanha localizada no distrito de Sigmaringen, região administrativa de Tubinga, estado de Baden-Württemberg.

## Personalidades
- Tatjana Malek (tenista)